# Кафана Стара Србија у Нишу
Кафана Стара Србија у Нишу или Национални ресторан Стара Србија  једна је од две (друга је кафана Галија), најпознатије култне кафане у централном делу старог Ниша која на овој локацији ради почев од њеног оснивања с1876. године. За њеним столовима скоро 150 година уназад седели су бројни знаменити гости, занатлије и државници и њихове породице на пословним и породичним ручковима и слављима, и тиме  исписали део историје Ниша и Србије.

## Положај и значај
Положај
Кафана Стара Србија се налази у старом трговачком делу града Ниша у Улици Трг Републике 12. на месту где су некада у 19. веку били „караван -сараји“. 
Удањена је 50 метара од зграде Нишке општине, Тржног центара Калча и Тржног центара „Форум” и централне градске пешачке зоне у Обреновићевој улици.
Значај
Значај кафане и њене грађевине за историју Ниша, је двострук:
- Као стециште културног и друштвеног живота Ниша, у другој полоивини 19. и 20. веку.
- Као једна од две преостале нишке кафане (друга је кафана је Галија) из друге половине 19. века. За ралику од Галије Стара Србија је словила за пристојну породично-директорску кафану, па се у њу металци, хипици,   средњошколци, студенти, те разноразни уметници и песници  свраћали углавном ако у Галији није било места.[2]

## Историја
Кафана је основана 1876. године, две године пре солобођења Ниша од Турака.
Према причама газде Миће,  који је након рада у Старој Србији као конобар и управник ресторана отворио своју кафану "Ваздушна бања", 1927. године 
ово је била кућа Воје грба у којој су тадашњи власници кафане били Црвенићи или Миливоје Миле Заплањац.
По завршетку Другог свестког рата, кафана је национализована и једно време служила је као складиште, а затим као менза за тадашњу нишку задругу.  
Под називом Стара Србија, који носи и данас, у кафани је 1953.године отворена етно кафана, у којој су госте дочекивали конобари у опанцима-шиљканима, брич чакширама и антеријама, и са послужавника сервирали гостима одабрана народна јела, од којих су на изузетном гласу били телећа глава у шкембету и пасуљ у грнету.
Кафана је била јако добро посећена, а ко не би нашао места у култној кафани Галији, долазио је у Стару Србију, која је словила као пристојна породично-директорска кафана, па се у њој боеми и младићи и студенти са својим девојкама свраћали углавном ако у Галији није било места.
Кафана је више деценија радила у саставу једне од највећих нишких угоститељских организација, као један од њених ОУР-а, са обавезном Титовом сликом на централном месту. Почев од 24. јуна 1998. кодине кафана је радила у састав Акционарсог друштва за угоститељство, туризам и трговину Nissa Ниш, све док 2007. године није продата једном приватном конзорцијума.
Кафана Стара Србија, је много пута обнављана, да би данас, по добијању новог власника добила неприкладан изглед, попут неосвојивог бункера, безличне архитектуре, зидова без прозора и летње баште која је споља красила објекат и у летњим месецима давала кафани посебан чар, и могућност да гости вербално и визуелно комуницирају са пролазницима, и позову их на дружење. 
- Изглед кафане пре затварања (2021)

Ипак атмосфера и клијентела у кафани је остала иста и данас. У њој се може уживати у великом избору јела а туристи могу осетити дух старог Ниша.

## Занимљивости
Стара Србија је била место за стално окупљалиште новинара из друштва „Народне новине”, чије просторије су се тада налазило у данашњем „Социјалном“ на четвртом спрату. Међу сталним гостима били су тада познати новинари „Народних новина” Милош Бајагић, Мома Милачић и други сарадници и дописници. Дешавало се да, када је „окупљање“ дуго трајало а Мома Милачић почео да пева оперске арије, дође шеф ресторана Љуба, баци кључеве кафане на сто и окупљеним новинаримка каже: 
Ево кључа. Роштиљ је још увек врућ, шанк и фрижидер су откључани. Само вас молим да ми ујутро вратите кључ да могу да почистим.

Постоји и анегдота везана за ову кафану која се често може чути међу Нишлијама, који се питају: 
Све ми је јасно, али како то да за викенд цео Ниш стане у Стару Србију, то никако.
 Ако имамо у виду податак да је кафана од отварања у 09:00  до затварања (радним данима у 00:00 и викендом до 04:00 часова) испуњена до последњег места, онда није ни чудо што Нишлије често постављају ово питање.

## Престанак рада
Након 146 година постојања Стара Србија је престала са радом. У њен објекат се с почетка 2022. године уселио један од маркета трговинског ланца Maxi-Delhaize Serbia.
- Изглед кафане након затварања (2022)